# یو سو-یانگ
یو سو-یانگ (به انگلیسی: Yoo So-young) (زاده ۲۹ مارس ۱۹۸۶)بازیگر، خواننده اهل کره جنوبی است.